# Pierre Guéneau
Pour les articles homonymes, voir Guéneau.
Pierre Guéneau est un homme politique français né le 13 juillet 1853 à Dezize-lès-Maranges (Saône-et-Loire) et décédé le 1er décembre 1894 à Paris.

## Biographie
Frère de Jean-Baptiste Guéneau, député, il est médecin (1881), après avoir fait l'École centrale Paris. Maire de Nolay en 1885, conseiller général en 1887, il est député de la Côte-d'Or (Arrondissement de Beaune, 2e circonscription, celle de Sadi-Carnot) une première fois en 1892 (élection partielle en remplacement de Jacques-Eugène Spuller, nommé sénateur). Réélu en 1893. Inscrit au groupe de la Gauche radicale (Républicain Radical).
Il est enterré à Montbard (Côte-d'Or).

## Sources
- « Pierre Guéneau », dans le Dictionnaire des parlementaires français (1889-1940), sous la direction de Jean Jolly, PUF, 1960 [détail de l’édition]
- « Pierre Guéneau », dans Nos députés 1893-1898. Biographies & portraits (gravés sur cuivre) de MM. les Députés, édité par la Société de l'Annuaire universel.